# Джонс, Барбара Энн Пози
Барбара Энн Пози Джонс (англ. Barbara Ann Posey Jones; род. 1943 года, Оклахома-Сити, Оклахома) — американская экономистка, доктор философии, общественная деятельница. Honoris causa Оклахомского университета, бывший президент Национальной экономической ассоциации. Лидер сидячей забастовки в аптеке Katz 1958 года.

## Биография
Джонс вступила в молодежный совет Националььной ассоциации содействия прогрессу цветного населения (NAACP) в Оклахома-Сити в возрасте 14 лет и, посетив митинг за свободу в Нью-Йорке, впервые поела за буфетной стойкой (в её родной Оклахоме афроамериканцы получали еду в пакетах и должны были обедать за пределами заведений). По возвращении домой она стала одним из организаторов молодёжных сидячих забастовок в Оклахоме в 1958—1959 годах. Так, Джон организовала одну из первых таких забастовок в Оклахоме — сидячую забастовку в аптеке Katz. Местное отделение афроамериканского женского студенческого объединения Зета Фи Бета Чи Зета назвало её «Девочкой года» 1958 года, в 1960 году журнал Datebook опубликовал её статью «Почему я сижу», а в июне того же года она выступила с речью под названием «Моя Америка» на 51-й ежегодной конференции NAACP. В 1963 году она окончила Оклахомский университет, а в 1966 году получила степень магистра экономики в Иллинойсском университете в Урбана–Шампейне. Там в 1962 году на митинге NAACP она познакомилась со своим мужем, политологом Маком Джонсом. В 1973 году Барбара получила степень доктора философии по экономике в Университете штата Джорджия.
Джонс начала свою преподавательскую карьеру в исторически чёрном Техасском Южном университете, а затем продолжила работать профессором экономики в Кларк Колледже (который стал Университетом Кларка Атланты), занимая должность заведующей кафедрой ещё до того, как получила докторскую степень. Она преподавала там с 1971 по 1987 год, получив множество наград за преподавательскую деятельность. В 1987 году была выбрана на должность президента Национальной экономической ассоциации. В том же году перешла в Университет A&M в Прери-Вью в качестве заведующей кафедрой, в 1989 году став деканом Колледжа бизнеса и оставаясь на этой должности до 1997 год. Тогда она стала деканом Школы бизнеса Алабамского сельскохозяйственного и технического университета, где занимала должность профессора экономики до выхода на пенсию в 2016 году. В 2021 году была удостоена премии Сюзан Шоун Харджо за системную социальную справедливость от Национальной конференции по вопросам расы и этничности в высшем образовании. В 2024 году Оклахомский университет присвоил ей почётную степень, отметив, что её «участие в сидячих забастовках в Оклахома-Сити помогло десегрегации многих государственных учреждений по всей стране».